# Michaelskirche (Kürnbach)

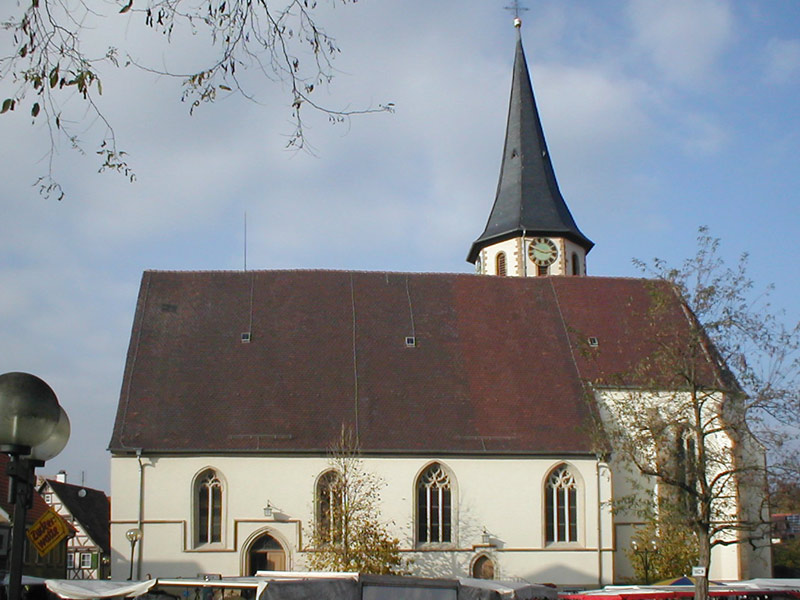
Evang. Michaelskirche in Kürnbach

Die evangelische Michaelskirche in Kürnbach im Landkreis Karlsruhe in Baden-Württemberg geht auf eine bereits um das Jahr 800 bestehende Kirche zurück und erhielt durch den Wiederaufbau um 1725 nach vorangegangener Zerstörung im Dreißigjährigen Krieg ihre heutige Gestalt. Das bedeutendste Kunstwerk der Kirche ist das schmuckvolle Renaissance-Grabmal für Bernhard von Sternenfels und seine Gemahlin.

## Geschichte

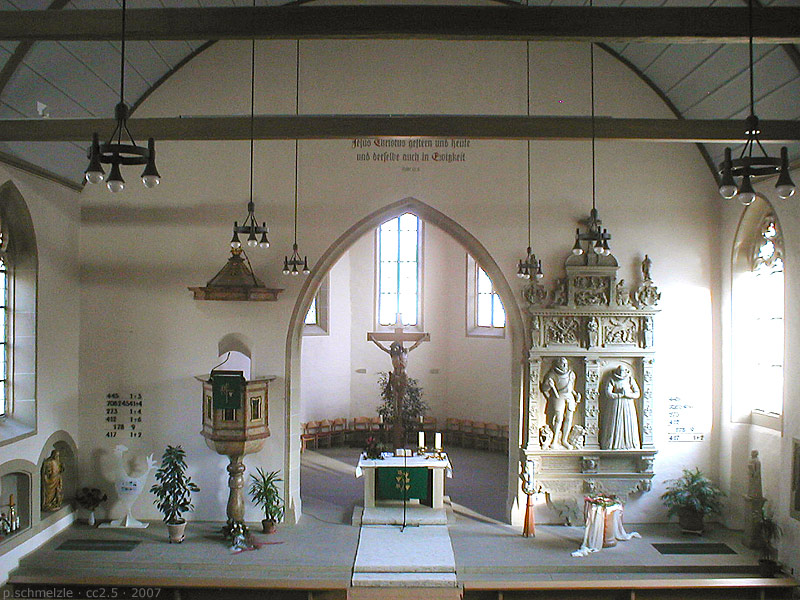
Blick von der Empore zum Chor

In Kürnbach soll sich bereits um das Jahr 800 eine erste, damals noch hölzerne Kirche befunden haben, die im karolingischen Güterbesitz des Klosters Weißenburg als basilica ad Quirinbach erwähnt wird. Im Zeitalter der Romanik wurde diese hölzerne Basilika durch einen massiven Steinbau ersetzt, von dem noch der Unterbau des Kirchturms (die heutige Sakristei) stammt.
Die Kirche wird bereits 1443 als baufällig beklagt, ein Neubau verzögerte sich jedoch um mehr als 50 Jahre, da es zunächst Streit zwischen dem Bistum Speyer, dem Deutschen Orden und der Gemeinde Kürnbach um die Baupflicht gab. Von 1499 bis 1501 wurde die Kirche im Stil der Spätgotik erneuert, wobei die Baupflicht auf die drei strittigen Parteien aufgeteilt wurde: das Bistum Speyer erbaute das Kirchenschiff, der Deutsche Orden den Chor und die Gemeinde den in Fachwerkbauweise ausgeführten Turmaufbau.
Die Kirche war bereits im Mittelalter dem Erzengel Michael geweiht, trug nach 1297 den Namen Liebfrauenkirche und erhielt später – vermutlich im Zuge der Reformation – wieder ihren ursprünglichen Namen. Die Schlusssteine des kunstvollen Netzgewölbes des Chores von 1501 zeigen neben Deutschherrenwappen und Handwerkerzeichen sowohl den Erzengel Michael als auch Maria als gekrönte Himmelskönigin.
Im Dreißigjährigen Krieg wurde die Kirche stark beschädigt, das Dach und der Turm sollen vollständig ausgebrannt sein. In den Jahren 1721 bis 1726 wurde die Kirche in ihrer heutigen Gestalt mit tonnenförmiger Decke und achteckigem Turmaufbau wiederhergestellt.
Bedeutende Renovierungen der Neuzeit erfolgten in den Jahren 1962 bis 1964, 1995/96 (Kirchturm), 1998 (Außenrenovierung) und 2000/01 (Innenrenovierung).

## Kunstschätze

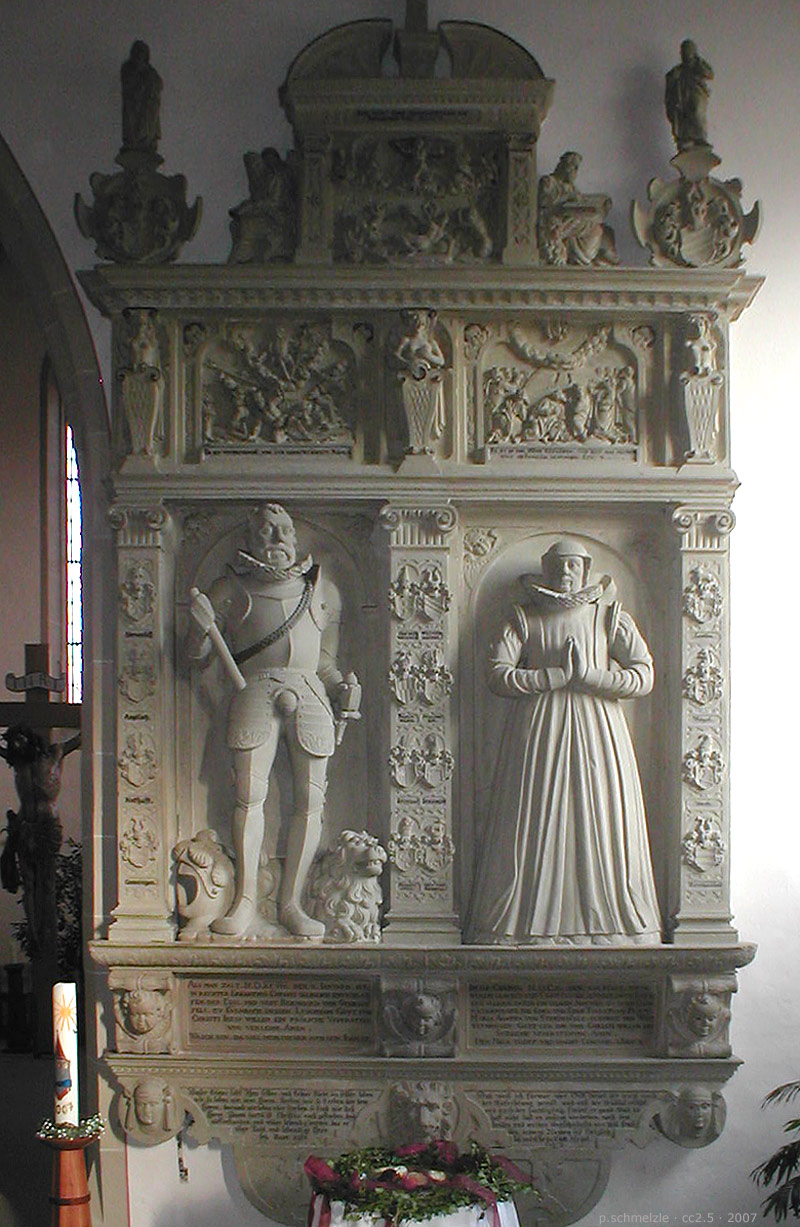
Sternenfels-Grabmal

Der bedeutendste Kunstschatz der Michaelskirche ist das Renaissance-Grabmal von Bernhard III.  von Sternenfels und seiner Gemahlin Maria Agatha von Weitershausen. Bernhard III. von Sternenfels († 10. Januar 1598) war der letzte Vertreter des Kürnbacher Ortsadels. Das Grabmal wurde nach seinem Tod, aber noch zu Lebzeiten seiner Witwe, deren Sterbedatum († 1602) deswegen fehlt, von einem unbekannten Künstler aus Sandstein geschaffen und zeigt die Eheleute etwa in Lebensgröße als Statuen, die in von mit Wappen verzierten Pilastern gebildeten Nischen stehen. Das Grabmal ist 5 Meter hoch und 2,65 Meter breit und außerdem mit reliefartigen Bibelszenen und Bibelsprüchen verziert.
Im Chor, im Kirchenschiff und an den Außenwänden des Kirchturms befinden sich weitere Grabplatten des Kürnbacher Adels.
Das hölzern geschnitzte und farbig bemalte Kruzifix im Chor stammt aus der zweiten Hälfte des 16. Jahrhunderts und hat eine Höhe von 2,30 Metern.
Die auf der Empore befindliche denkmalgeschützte Orgel der Kirche wurde 1834 vom Heidelberger Orgelbauer Wilhelm Friedrich Overmann erbaut. Die Orgel besitzt 26 Register und wurde 1965 und 2000 umfassend renoviert.

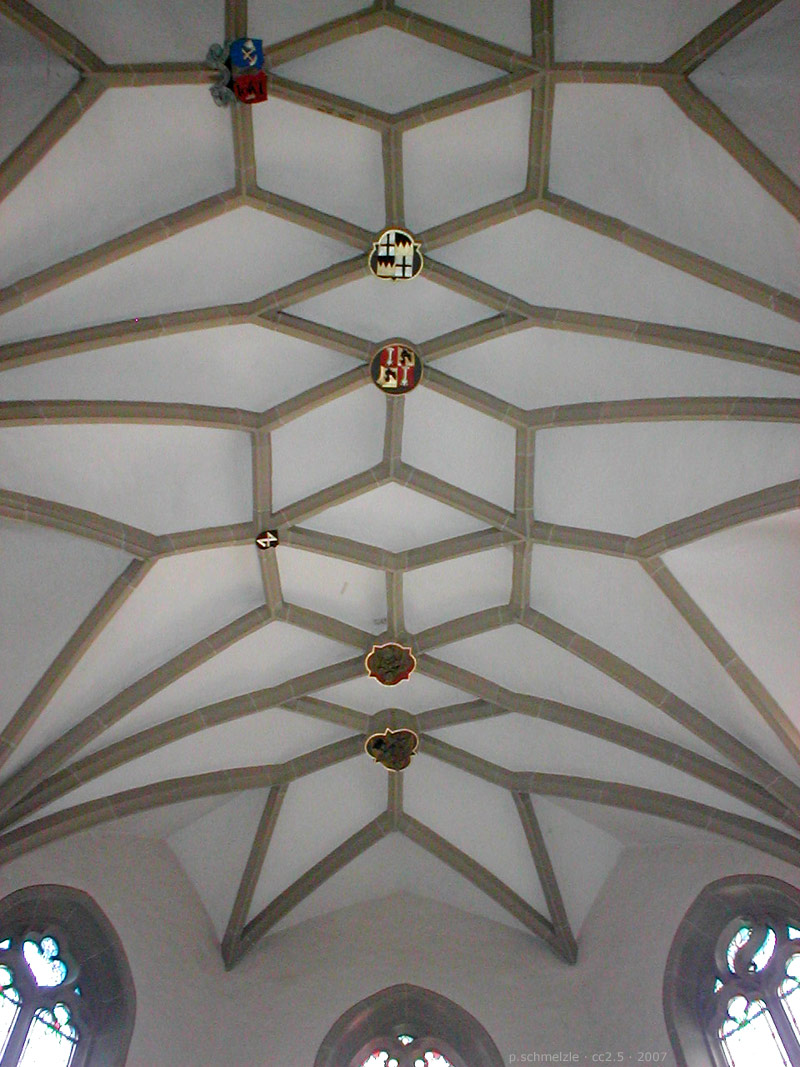
Netzgewölbe des Chors
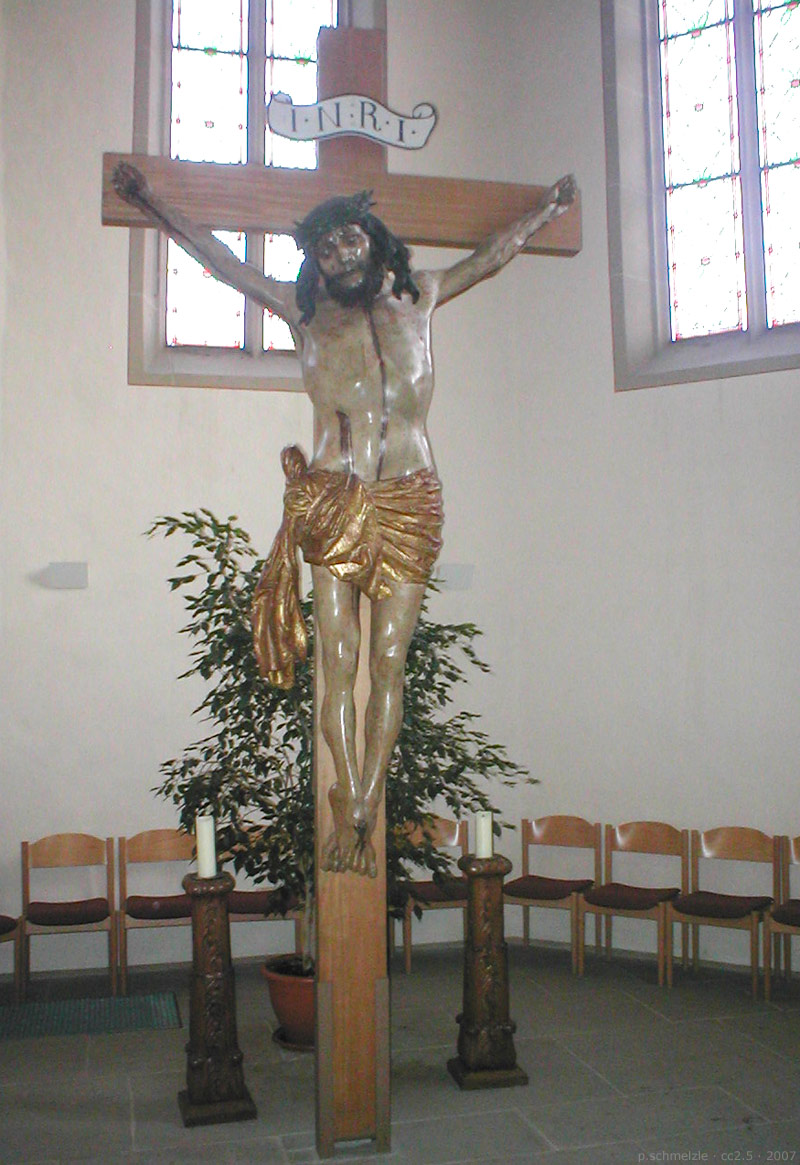
Kruzifix im Chor
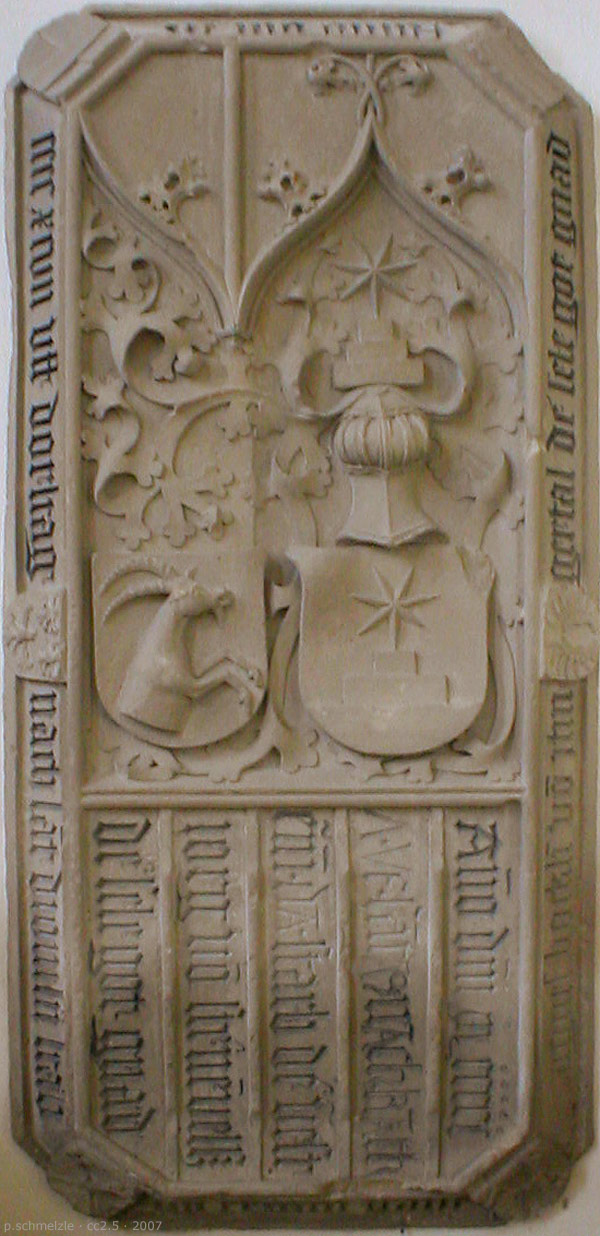
Grabplatte im Chor
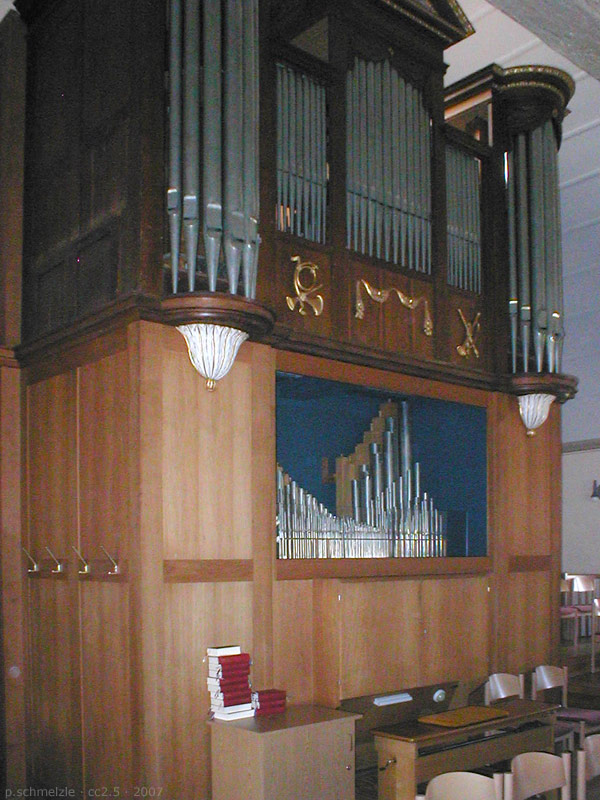
Orgel von 1834

## Glocken
Die Michaelskirche hat drei Glocken, deren älteste und gleichzeitig kleinste von 1886 stammt. Im Ersten und Zweiten Weltkrieg mussten die historischen Glocken jeweils bis auf die kleinste zum Einschmelzen abgegeben werden. Die beiden größeren der heutigen Glocken wurden daher 1949 neu beschafft. Die Glocken wiegen 250, 470 und 870 kg. Die kleinste Glocke ist auf cis‘ gestimmt und trägt die Inschrift: „Uns zur Lehr, Gott zur Ehr“. Die mittlere Glocke ist auf a‘ gestimmt und auf ihr steht: „So seid nun wach allezeit, und betet!“. Die größte Glocke ist auf Fis‘ gestimmt und trägt die Inschrift: „Land, Land, Land, höre des HERRN Wort!“